# Vordernberg
Vordernberg è un comune austriaco di 1 037 abitanti nel distretto di Leoben, in Stiria; ha lo status di comune mercato (Marktgemeinde).